# Thüringer Ministerium für Umwelt, Energie, Naturschutz und Forsten
Das Thüringer Ministerium für Umwelt, Energie, Naturschutz und Forsten (TMUENF) ist eines der neun Ministerien des Freistaats Thüringen. Es hat seinen Sitz in der Beethovenstraße 3 im Süden von Erfurt in der Nachbarschaft des Thüringer Landtags. Minister ist seit dem 13. Dezember 2024 Tilo Kummer. Als Staatssekretärin steht ihm Karin Arndt zur Seite.

## Geschichte
Mit der Wiedergründung Thüringens im Jahr 1990 wurden das Thüringer Ministerium für Landwirtschaft und Forsten und das Thüringer Ministerium für Umwelt und Landesplanung eingerichtet. Nach der Landtagswahl 1994 wurden die Ministerien in Thüringen neu strukturiert und beide Ministerien zum Ministerium für Umwelt und Landwirtschaft zusammengefasst. Erster Minister für Umwelt und Landwirtschaft wurde der bisherige Landwirtschaftsminister Volker Sklenar (CDU). Ab 1999 hieß das Ministerium Thüringer Ministerium für Landwirtschaft, Naturschutz und Umwelt, nach der Landtagswahl 2009 erfolgte mit Amtsantritt des Ministers Jürgen Reinholz (CDU) die erneute Umbenennung in Thüringer Ministerium für Landwirtschaft, Forsten, Umwelt und Naturschutz (TMLFUN). Seit 2024 heißt das Ministerium Thüringer Ministerium für Umwelt, Energie, Naturschutz und Forsten (TMUENF).
Nach der Landtagswahl 2014 wurde der Aufgabenbereich Landwirtschaft und Forsten ausgegliedert und dem bisherigen Thüringer Ministerium für Bau, Landesentwicklung und Verkehr zugeordnet. Neu zum Ministerium kam der Bereich „Energie“ aus dem Wirtschaftsministerium. Mit dem Kabinett Voigt wurde der Bereich „Forsten“ wieder übernommen. Seitdem trägt das Ministerium seinen Namen.
Folgende Personen waren seit 1990 in Thüringen für Umwelt zuständig:
| Name                                                         | Amtsantritt                                                                   | Kabinett                                | Partei              |
| Minister für Umwelt                                          | Minister für Umwelt                                                           | Minister für Umwelt                     | Minister für Umwelt |
| ------------------------------------------------------------ | ----------------------------------------------------------------------------- | --------------------------------------- | ------------------- |
| Hartmut Sieckmann                                            | 8. November 1990                                                              | Duchač                                  | FDP                 |
| Minister für Umwelt und Landesplanung                        |                                                                               |                                         |                     |
| Hartmut Sieckmann                                            | 5. Februar 1992                                                               | Vogel I                                 | FDP                 |
| Minister für Landwirtschaft, Naturschutz und Umwelt          |                                                                               |                                         |                     |
| Volker Sklenar                                               | 30. November 1994 1. Oktober 1999 21. November 2002 5. Juni 2003 8. Juli 2004 | Vogel II Vogel III Althaus I Althaus II | CDU                 |
| Minister für Landwirtschaft, Forsten, Umwelt und Naturschutz |                                                                               |                                         |                     |
| Jürgen Reinholz                                              | 4. November 2009                                                              | Lieberknecht                            | CDU                 |
| Minister für Umwelt, Energie und Naturschutz                 |                                                                               |                                         |                     |
| Anja Siegesmund                                              | 5. Dezember 2014                                                              | Ramelow I                               | Grüne               |
| Olaf Möller (kommissarisch)                                  | 5. Februar 2020                                                               | Kemmerich                               | Grüne               |
| Anja Siegesmund                                              | 4. März 2020                                                                  | Ramelow II                              | Grüne               |
| Bernhard Stengele                                            | 1. Februar 2023                                                               | Ramelow II                              | Grüne               |
| Minister für Umwelt, Energie, Naturschutz und Forsten        |                                                                               |                                         |                     |
| Tilo Kummer                                                  | 13. Dezember 2024                                                             | Voigt                                   | BSW                 |

## Gebäude

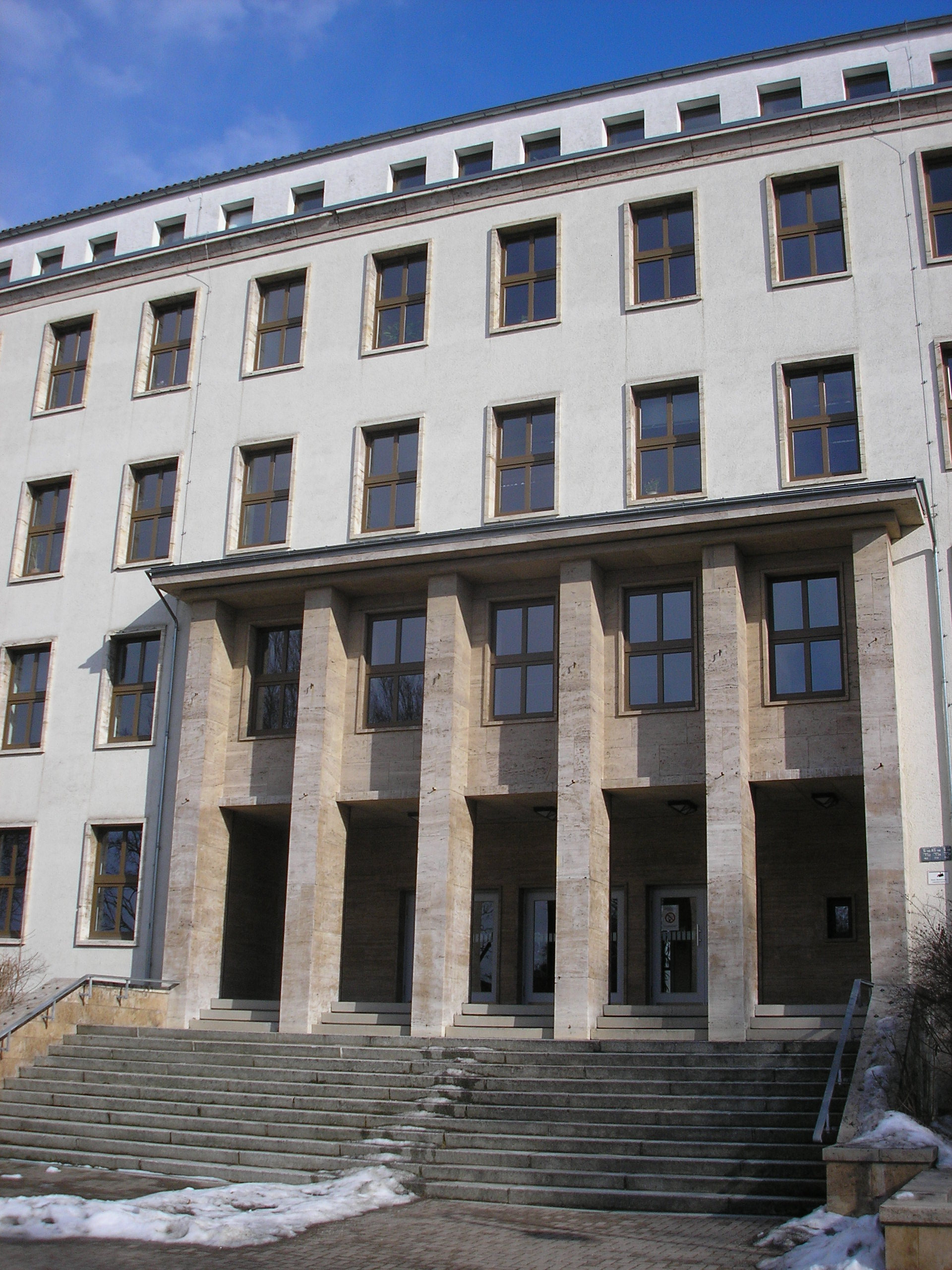
Ministeriumsgebäude in der Beethovenstraße, Portal

Das Hauptpostamt gleichzeitig Sitz der Oberpostdirektion erforderte mit dem gewachsenen Umfang und im Zusammenhang mit der Bildung des Landes Thüringen eine neue Oberpostdirektion.
Das Gebäude des TMUEN wurde 1929 durch den Architekten Lülje als neuer Sitz der Oberpostdirektion Erfurt errichtet. Es ist durch die Formensprache des Neoklassizismus gekennzeichnet und verfügt über eine monumentale Westfassade von insgesamt etwa 150 Metern Länge. Der Baukörper gliedert sich in einen etwa 80 Meter langen Hauptbau in der Mitte und niedrigere, pavillonartige Anbauten rechts und links davon, die nach vorn hinausragen. Zwei weitere Flügel sind an der Ostfassade (Rückseite) angebaut. Vor dem Gebäude befindet sich eine parkartige Freifläche, was die monumentale Wirkung des Baus ebenso unterstreicht wie das durch sechs Säulen gegliederte Hauptportal mit Freitreppe.

## Geschäftsbereiche
In seinem Geschäftsbereich nimmt das TMUEN im dreistufigen Verwaltungsaufbau Thüringens die Funktion der Obersten Verwaltungsbehörde ein. Dem TMUEN ist das Thüringer Landesamt für Umwelt, Bergbau und Naturschutz als Fachbehörde und Obere Verwaltungsbehörde nachgeordnet.
Zum Geschäftsbereich gehören als Nationale Naturlandschaften ein Nationalpark, zwei Biosphärenreservate sowie fünf Naturparke:
- Nationalpark Hainich
- Biosphärenreservat Rhön
- Biosphärenreservat Vessertal
- Naturpark Eichsfeld-Hainich-Werratal
- Naturpark Kyffhäuser
- Naturpark Thüringer Schiefergebirge/Obere Saale
- Naturpark Thüringer Wald
- Naturpark Südharz